# Zacharie Boucher
Zacharie Boucher (* 7. März 1992 in Saint-Pierre, Réunion) ist ein französischer Fußballtorwart.

## Karriere

### Verein
Boucher wechselte 2007 von US Stade Tamponnaise auf Réunion in die Jugendabteilung des Le Havre AC. Bereits im August 2007, nur einen Monat nach seiner Ankunft in Le Havre, wurde er erstmals in den Kader der U-16-Nationalmannschaft berufen. Am 30. Juli 2008 kam er beim 3:3 in einem Freundschaftsspiel gegen den KV Mechelen mit einem etwa 15-minütigen Einsatz als 16-Jähriger zu seinem ersten Spiel in der Profimannschaft. 2009 nahm er an der U-17-EM in Deutschland teil. In der Saison 2011/12 gelang ihm der Sprung in die zweitklassige Profimannschaft von Le Havre. In seiner ersten Saison dort kam er auf 16 Einsätze. Bereits in der Folgesaison wurde er mit der UNFP-Trophäe als bester Zweitligatorhüter ausgezeichnet. In der Winterpause der Saison 2013/14 wechselte der Torhüter dann weiter zum FC Toulouse. Nach einer Spielzeit dort schloss er sich AJ Auxerre an, von wo er 2018 an SCO Angers verliehen wurde. Drei Jahre später unterschrieb er einen Vertrag bei Aris Thessaloniki in Griechenland. Seit Januar 2022 ist er nun für den SC Bastia in der heimischen Ligue 2 aktiv. Im Januar 2024 schloss sich der Torwart Ligarivale ES Troyes AC erst leihweise an und wurde dann zur Saison 2024/25 fest verpflichtet.

### Nationalmannschaft
Von 2008 bis 2014 war Boucher für diverse französische Jugendnationalmannschaften aktiv und absolvierte insgesamt 35 Partien. Mit der U-17-Auswahl nahm er an der Europameisterschaft 2009 in Deutschland teil, schied dort allerdings schon in der Vorrunde aus.